# موريكي
لويز غيليرمي موريكي (بالبرتغالية: Luiz Guilherme da Conceição Silva)؛ (مواليد 16 يونيو 1986) في ريو دي جانيرو، البرازيل، هو لاعب كرة قدم برازيلي يلعب لنادي غوانغجو إفرغراند كلاعب وسط. بدأ لويز غيليرمي موريكي مسيرته الرياضية عام 2001.

## الجوائز والإنجازات

### الإنجازات مع النادي أو المنتخب
| النادي أو المنتخب             | البطولة                           | مرات الفوز | الأعوام أو المواسم |
| ----------------------------- | --------------------------------- | ---------- | ------------------ |
| أتليتيكو مينيرو               | بطولة ولاية ميناس جيرايس (مينيرو) | 1          | 2010               |
| نادي غوانغجو إفرغراند (الصين) | دوري أبطال آسيا                   | 1          | 2013               |
| نادي غوانغجو إفرغراند (الصين) | دوري السوبر الصيني                | 2          | 2011، 2012         |

### الإنجازات الفردية
| الإنجاز                      | مرات الفوز | الأعوام أو المواسم |
| ---------------------------- | ---------- | ------------------ |
| لاعب السنة في الصين          | 1          | 2011               |
| أحسن هداف في الدوري الصيني   | 1          | 2011               |
| أحسن هداف في دوري أبطال آسيا | 1          | 2013               |

## روابط خارجية
- موريكي على موقع الاتحاد الدولي (مؤرشف)  (الإنجليزية)
- موريكي على موقع رابطة كرة القدم اليابانية للمحترفين (اليابانية)
- موريكي على موقع إي إس بي إن إف سي (الإنجليزية)
- موريكي على موقع قاعدة بيانات كرة القدم.إي يو (الإنجليزية)
- موريكي على موقع ليكيب (الفرنسية)
- موريكي على موقع Soccerway.com (الإنجليزية)
- موريكي على موقع عالم كرة القدم.نت (الإنجليزية)